# 上汉巴赫
上汉巴赫是德国莱茵兰-普法尔茨州的一个市镇。总面积5.11平方公里，总人口288人，其中男性160人，女性128人（2011年12月31日），人口密度56人/平方公里。